# Yaowapa Boorapolchai
Yaowapa Boorapolchai (6 de septiembre de 1984) es una deportista tailandesa que compitió en taekwondo.
Participó en los Juegos Olímpicos de Atenas 2004, obteniendo una medalla de bronce en la categoría de –49 kg. En los Juegos Asiáticos consiguió dos medallas, en los años 2002 y 2006.
Ganó dos medallas en el Campeonato Mundial de Taekwondo ,en los años 2003 y 2007, y una medalla en el Campeonato Asiático de Taekwondo de 2006.

## Palmarés internacional
| Juegos Olímpicos    | Juegos Olímpicos                  | Juegos Olímpicos  | Juegos Olímpicos |
| Año                 | Lugar                             | Medalla           | Categoría        |
| ------------------- | --------------------------------- | ----------------- | ---------------- |
| 2004                | Atenas (Grecia)                   | Medalla de bronce | –49 kg           |
| Campeonato Mundial  |                                   |                   |                  |
| Año                 | Lugar                             | Medalla           | Categoría        |
| 2003                | Garmisch-Partenkirchen (Alemania) | Medalla de bronce | –51 kg           |
| 2007                | Pekín (China)                     | Medalla de plata  | –47 kg           |
| Juegos Asiáticos    |                                   |                   |                  |
| Año                 | Lugar                             | Medalla           | Categoría        |
| 2002                | Busan (Corea del Sur)             | Medalla de plata  | –51 kg           |
| 2006                | Doha (Catar)                      | Medalla de bronce | –47 kg           |
| Campeonato Asiático |                                   |                   |                  |
| Año                 | Lugar                             | Medalla           | Categoría        |
| 2006                | Bangkok (Tailandia)               | Medalla de oro    | –47 kg           |